# Rue de la Casquette (Bruxelles)
Ne doit pas être confondu avec rue de la Casquette.

La rue de la Casquette, ou rue des Armuriers, est une voie disparue de Bruxelles.

## Description

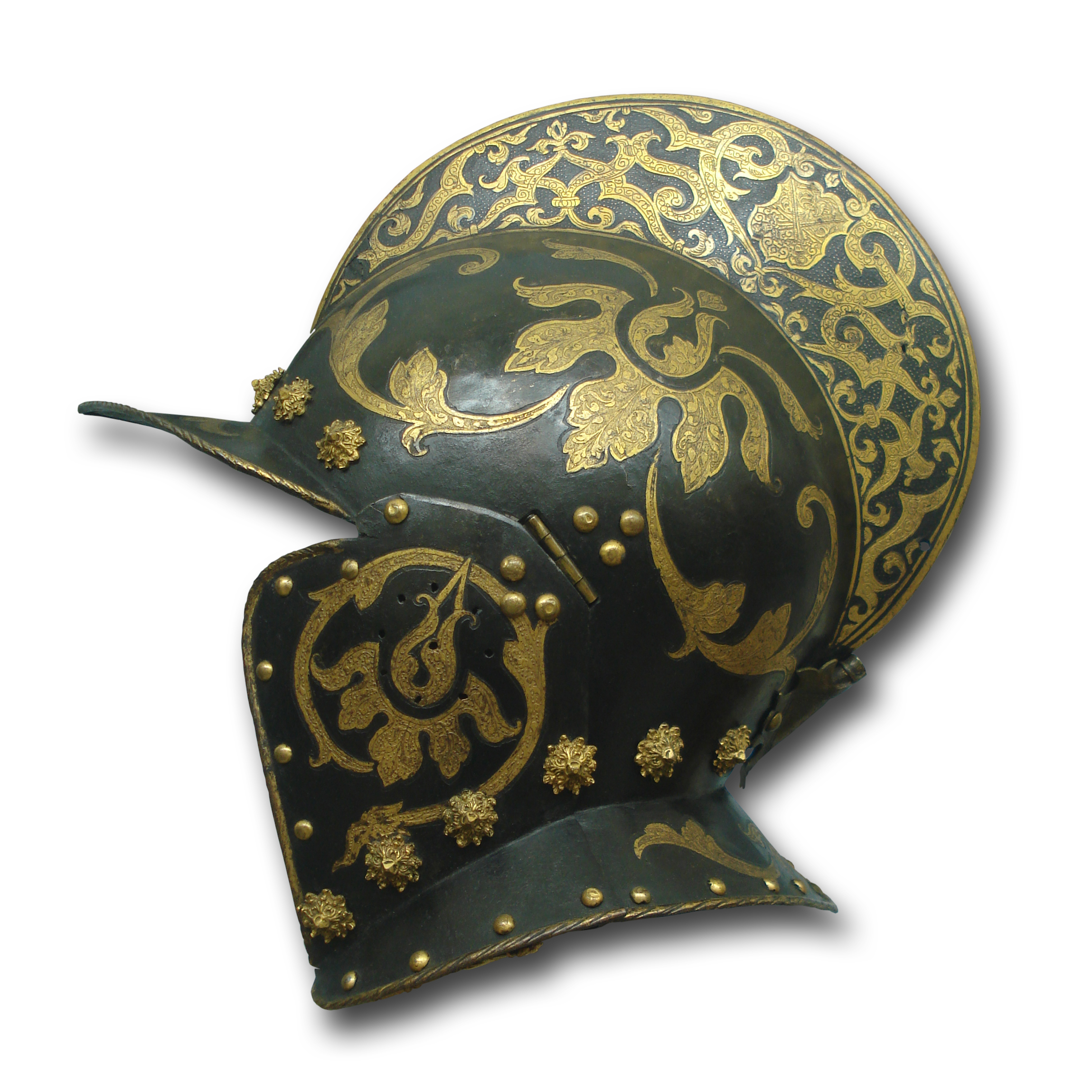
Une "kasket" ou "bourguignotte.

La rue de la Casquette, jadis Kasket straete, appelée aussi anciennement et successivement Bogaert streetken (rue du Verger), Ryemstrate (rue du Ceinturon), t'Ryemaekers straetken (ruelle des Ceinturonniers), Harnaststraetken (ruelle de l'Armure) ou Harnasmaeckers straet (rue des Armuriers), longue d'environ soixante mètres, commence entre les deux élégantes maisons des numéros 52 et 54 de la rue de la Madeleine, qui étaient encore en 1890 dédiées au commerce de luxe : au n° 52, était l'orfèvrerie Vogel, et au n° 54, la lingerie fine Schaeters, « fournisseurs de la noblesse ». La rue se termine entre les numéros 15 et 17 de la rue Nuit et Jour.
Les noms donnés à la rue de la Casquette ou des Armuriers rappellent la présence d'artisans fabricants d'armures, une "casquette" ("Kasket") étant une forme de heaume, de bourguignotte.
Cette rue a entièrement été rasée en 1909 lors des travaux de la Jonction nord-midi, qui a provoqué la destruction de tout un quartier historique de Bruxelles allant de Sainte-Gudule à la rue de la Madeleine.